# Bill Walsh
William Ernest "Bill" Walsh (Los Ángeles, Estados Unidos, 30 de noviembre de 1931 - Woodside, California, 30 de julio de 2007) fue un entrenador de fútbol americano estadounidense de nivel tanto colegial como profesional. Famoso por crear la West Coast Offense, que fue una revolución en la NFL y ha inspirado a muchos nuevos entrenadores y sus respectivos playbooks. Walsh dirigió a los San Francisco 49ers entre 1979 y 1988 liderando al equipo de la bahía a tres títulos de Super Bowl en tres llegadas (1982, 1984 y 1988), además de dirigir a la Universidad de Stanford entre 1992 y 1994. Walsh es también conocido por su participación en programas de entrenadores de las minorías.
Por sus tácticas de pases cortos y medios era conocido como "el Genio", tenía grandes dotes a la hora de reclutar talento en el Draft y muchas de sus selecciones dieron lugar a futuras leyendas como Joe Montana o Jerry Rice entre otros.
Walsh tiene un largo árbol de entrenadores asistentes en la liga. También escribió dos libros.
Bill Walsh fue diagnosticado de leucemia en el 2004, aunque no lo hizo público hasta noviembre de 2006. Walsh murió tras una larga lucha contra la leucemia en el 2007.
Fue seleccionado al Salón de la Fama del Fútbol Americano Profesional en 1993.